# Hunan
Hunán (en chino, 湖南; pinyin, Húnánⓘ; en xiang, Fu²lan²) es una provincia de la República Popular China. La capital provincial de Hunán es Changsha. Situada en el centro-sur del país, limita con Hubei, Jiangxi, Cantón, Guangxi, Guizhou y Chongqing. 
Con una población de poco más de 67 millones de habitantes (datos de 2014), que residen en un área de aproximadamente 210 000 km², es la séptima provincia más poblada de China por población y la décima provincia más extensa por área.
El nombre de Hunán significa literalmente «sur del lago». El lago al que se hace referencia es el lago Dongting, un lago en el noreste de la provincia de Hunán donde se evacuaron 600,000 personas en 2002.  Ubicada en el tramo medio de la cuenca del río Yangtze, el área de Hunan cayó bajo el dominio chino alrededor del año 350 a. C., cuando la provincia se convirtió en parte del Estado de Chu. Hunán fue el lugar de nacimiento del revolucionario comunista chino Mao Tse-Tung, quien se convirtió en el padre fundador de la República Popular de China.
El sitio de Wulingyuan fue inscrito como Patrimonio de la Humanidad por la UNESCO en 1992.

## Historia
Tseng Kuo-fan dirigió exitosamente las tropas de Hunán contra la rebelión Taiping de mediados del s. xix.
En 2023, Hunán donó 43 máquinas agrícolas al gobierno de la República Dominicana,  en el marco de la feria de maquinaria agrícola “Hunán-Dominicana 2023.”

## Geografía

Wulingyuan

El lago Dongting se encuentra en la provincia de Hunán.  En 2002, 600 000 personas evacuaron y 27 000 casas fueron destruidas a causa de los desbordes.

## Demografía
Las principales etnias minoritarias de Hunán son los hmong, tujia, dong, y mien.  Los chinos han, que constituyen la mayoría de la población. Las variedades de chino que se hablan incluyen el xiang, gan y mandarín del suroeste.

## Divisiones administrativas
Hunan se divide en catorce divisiones de nivel de prefectura: trece ciudades de nivel de prefectura y una prefectura autónoma:
| Mapa | #           | Nombre               | Hanzi                            | Hanyu Pinyin        | Tipo |
| ---- | ----------- | -------------------- | -------------------------------- | ------------------- | ---- |
|      |             |                      |                                  |                     |      |
| 1    | Changsha    | 长沙市               | Chángshā Shì                     | Ciudad-prefectura   |      |
| 2    | Changde     | 常德市               | Chángdé Shì                      | Ciudad-prefectura   |      |
| 3    | Chenzhou    | 郴州市               | Chénzhōu Shì                     | Ciudad-prefectura   |      |
| 4    | Hengyang    | 衡阳市               | Héngyáng Shì                     | Ciudad-prefectura   |      |
| 5    | Huaihua     | 怀化市               | Huáihuà Shì                      | Ciudad-prefectura   |      |
| 6    | Loudi       | 娄底市               | Lóudǐ Shì                        | Ciudad-prefectura   |      |
| 7    | Shaoyang    | 邵阳市               | Shàoyáng Shì                     | Ciudad-prefectura   |      |
| 8    | Xiangtan    | 湘潭市               | Xiāngtán Shì                     | Ciudad-prefectura   |      |
| 9    | Yiyang      | 益阳市               | Yìyáng Shì                       | Ciudad-prefectura   |      |
| 10   | Yongzhou    | 永州市               | Yǒngzhōu Shì                     | Ciudad-prefectura   |      |
| 11   | Yueyang     | 岳阳市               | Yuèyáng Shì                      | Ciudad-prefectura   |      |
| 12   | Zhangjiajie | 张家界市             | Zhāngjiājiè Shì                  | Ciudad-prefectura   |      |
| 13   | Zhuzhou     | 株州市               | Zhūzhōu Shì                      | Ciudad-prefectura   |      |
| 14   | Xiangxi     | 湘西土家族苗族自治州 | Xiāngxī Tǔjiāzú Miáozú Zìzhìzhōu | Prefectura Autónoma |      |

Las catorce divisiones a nivel de la prefectura de Hunan se subdividen en 122 divisiones a nivel de condado (35 distritos, 17 ciudades-condado, 63 condados, 7 condados autónomos). Esos a su vez se dividen en 2587 divisiones a nivel de municipio (1098 pueblos, 1158 municipios, 98 pueblos étnicos, 225 subdistritos y ocho oficinas públicas de distrito). A finales de 2017, la población total es de 68,6 millones.

### Áreas urbanas
| Población por áreas urbanas de prefecturas y ciudades-condado | Población por áreas urbanas de prefecturas y ciudades-condado | Población por áreas urbanas de prefecturas y ciudades-condado | Población por áreas urbanas de prefecturas y ciudades-condado | Población por áreas urbanas de prefecturas y ciudades-condado | Población por áreas urbanas de prefecturas y ciudades-condado |
| #                                                             | Ciudad                                                        | Área urbana                                                   | Área de distrito                                              | Ciudad propia                                                 | Fecha censo                                                   |
| ------------------------------------------------------------- | ------------------------------------------------------------- | ------------------------------------------------------------- | ------------------------------------------------------------- | ------------------------------------------------------------- | ------------------------------------------------------------- |
| 1                                                             | Changsha                                                      | 2,963,218                                                     | 3,092,213                                                     | 7,040,952                                                     | 2010-11-01                                                    |
| (1)                                                           | Changsha (nuevo distrito)                                     | 230,136                                                       | 523,660                                                       | ver Changsha                                                  | 2010-11-01                                                    |
| 2                                                             | Hengyang                                                      | 1,115,645                                                     | 1,133,967                                                     | 7,148,344                                                     | 2010-11-01                                                    |
| 3                                                             | Zhuzhou                                                       | 999,404                                                       | 1,055,150                                                     | 3,857,100                                                     | 2010-11-01                                                    |
| (3)                                                           | Zhuzhou (nuevo distrito)                                      | 94,326                                                        | 383,598                                                       | ver Zhuzhou                                                   | 2010-11-01                                                    |
| 4                                                             | Yueyang                                                       | 924,099                                                       | 1,231,509                                                     | 5,476,084                                                     | 2010-11-01                                                    |
| 5                                                             | Xiangtan                                                      | 903,287                                                       | 960,303                                                       | 2,752,171                                                     | 2010-11-01                                                    |
| 6                                                             | Changde                                                       | 846,308                                                       | 1,457,419                                                     | 5,714,623                                                     | 2010-11-01                                                    |
| 7                                                             | Yiyang                                                        | 697,607                                                       | 1,245,517                                                     | 4,307,933                                                     | 2010-11-01                                                    |
| 8                                                             | Liuyang                                                       | 588,081                                                       | 1,279,469                                                     | ver Changsha                                                  | 2010-11-01                                                    |
| 9                                                             | Chenzhou                                                      | 582,971                                                       | 822,534                                                       | 4,583,531                                                     | 2010-11-01                                                    |
| 10                                                            | Shaoyang                                                      | 574,527                                                       | 753,194                                                       | 7,071,735                                                     | 2010-11-01                                                    |
| 11                                                            | Yongzhou                                                      | 540,930                                                       | 1,020,715                                                     | 5,194,275                                                     | 2010-11-01                                                    |
| (12)                                                          | Ningxiang                                                     | 498,055                                                       | 116,6138                                                      | ver Changsha                                                  | 2010-11-01                                                    |
| 13                                                            | Leiyang                                                       | 476,173                                                       | 1,151,554                                                     | ver Hengyang                                                  | 2010-11-01                                                    |
| 14                                                            | Huaihua                                                       | 472,687                                                       | 552,622                                                       | 4,741,673                                                     | 2010-11-01                                                    |
| 15                                                            | Liling                                                        | 449,067                                                       | 947,387                                                       | ver Zhuzhou                                                   | 2010-11-01                                                    |
| 16                                                            | Loudi                                                         | 425,037                                                       | 496,744                                                       | 3,784,634                                                     | 2010-11-01                                                    |
| 17                                                            | Changning                                                     | 332,927                                                       | 810,447                                                       | ver Hengyang                                                  | 2010-11-01                                                    |
| 18                                                            | Miluo                                                         | 321,074                                                       | 692,080                                                       | ver Yueyang                                                   | 2010-11-01                                                    |
| 19                                                            | Yuanjiang                                                     | 281,097                                                       | 666,270                                                       | ver Yiyang                                                    | 2010-11-01                                                    |
| 20                                                            | Zhangjiajie                                                   | 250,489                                                       | 494,528                                                       | 1,478,149                                                     | 2010-11-01                                                    |
| 21                                                            | Lianyuan                                                      | 245,360                                                       | 995,515                                                       | ver Loudi                                                     | 2010-11-01                                                    |
| 22                                                            | Lengshuijiang                                                 | 238,275                                                       | 327,146                                                       | ver Loudi                                                     | 2010-11-01                                                    |
| 23                                                            | Linxiang                                                      | 225,054                                                       | 498,319                                                       | ver Yueyang                                                   | 2010-11-01                                                    |
| 24                                                            | Zixing                                                        | 215,707                                                       | 337,294                                                       | ver Chenzhou                                                  | 2010-11-01                                                    |
| 25                                                            | Jishou                                                        | 212,328                                                       | 302,065                                                       | parte de Prefectura de Xiangxi                                | 2010-11-01                                                    |
| 26                                                            | Xiangxiang                                                    | 210,799                                                       | 788,216                                                       | ver Xiangtan                                                  | 2010-11-01                                                    |
| 27                                                            | Hongjiang                                                     | 197,753                                                       | 477,996                                                       | ver Huaihua                                                   | 2010-11-01                                                    |
| 28                                                            | Wugang                                                        | 187,436                                                       | 734,870                                                       | ver Shaoyang                                                  | 2010-11-01                                                    |
| 29                                                            | Jinshi                                                        | 156,230                                                       | 250,898                                                       | ver Changde                                                   | 2010-11-01                                                    |
| 30                                                            | Shaoshan                                                      | 27,613                                                        | 86,036                                                        | ver Xiangtan                                                  | 2010-11-01                                                    |

## Política

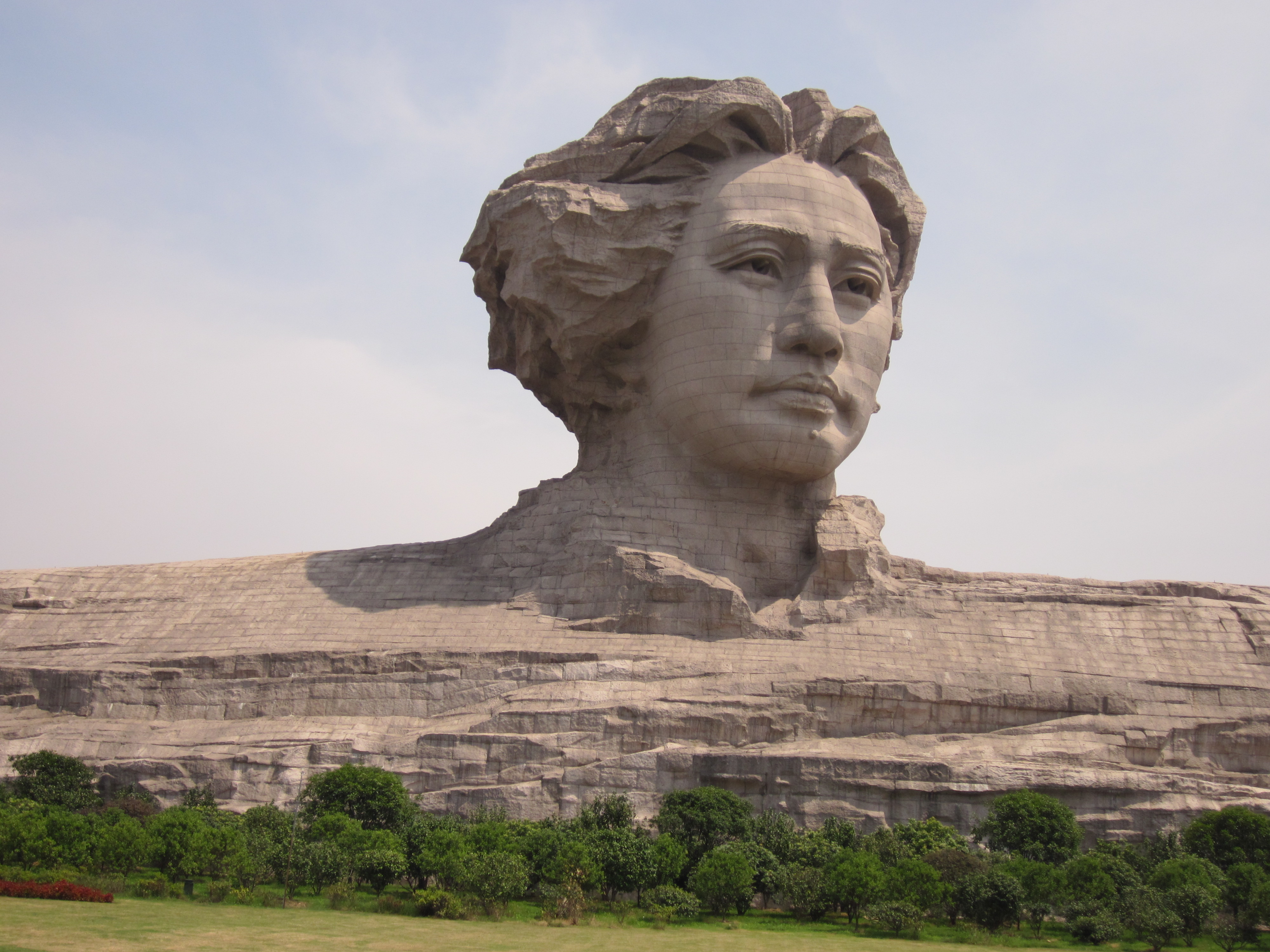
La estatua del joven Mao Zedong en Hunan.

La política de Hunan está estructurada en un sistema de doble partido-gobierno como todas las demás instituciones de gobierno en China continental.
El gobernador de Hunan es el funcionario de más alto rango en el gobierno popular de Hunan. Sin embargo, en el sistema de gobierno de doble partido del gobierno de la provincia, el gobernador tiene menos poder que el secretario del Comité Provincial del Partido Comunista de China de Hunan, denominado coloquialmente como el "jefe del partido PCCh de Hunan".

## Cultura
La industria cultural de Hunan generó 87 mil millones de yuanes en valor económico en 2007, y es un importante contribuyente al crecimiento económico de la provincia. La industria representa el 7,5 por ciento del PIB de la región.

### Idioma
Hunan es una provincia con alto nivel de diversidad lingüística. El chino xiang (湘語) es la variedad homónima de chino que se habla en Hunan. Además del chino xiang, también hay otros dialectos e idiomas chinos presentes, como el mandarín del suroeste, el gan, el hakka, el waxiang y el shaozhou tuhua. También existen lenguas no chinas que se encuentran en la provincia, habladas generalmente por etnias no han, como el tujia, el miao o hmong, el yao o mien, y el dong o kam. El Nü shu, un sistema de escritura para el shaozhou tuhua, se usa exclusivamente entre mujeres en el condado de Jiangyong y áreas vecinas en el sur de Hunán.

### Gastronomía
La cocina de Hunan se destaca por su uso casi ubicuo de chiles, ajos y chalotes. Estos ingredientes dan lugar a un sabor distintivo seco y picante (chino: 干辣; gān là), con platos como tocino ahumado y carne de res picante salteada como ejemplos principales del sabor.  Un cierto platillo de pollo popular en ciertos países extranjeros con el nombre de "general Tso" y comúnmente atribuido a Hunán resulta ser desconocido en la provincia.

### Música
El huaguxi es una forma local de ópera china que es muy popular en la provincia de Hunan.

### Arqueología
Descubrimientos en una cueva de Hunán han demostrado que el homo sapiens llegó a la China hará unos 100,000 años.

### Turismo
Fenghuang, pueblo de las etnias minoritarias miao y tujia, y situado en el condado Fenghuang de la provincia de Hunán, es uno de los mayores destinos turísticos de la China desde la década de 1990.